# 반 슌이치
반 슌이치(일본어 坂 俊一(しゅんいち),1950년 12월 13일)는 일본의 배우,연출가,연기지도자로 활동하고 있다.
교토부 교토시 히가시야마구(현 야마시나구)출신. 소속 사무소는 오스카 프로 모션.
현재 오사카 프로모션에서 우에토 아야, 고리키 아야메의 연기를 지도하고
카츠시카구 햄에서 연출을 하고 있다.